# Pterodroma madeira
Pterodroma madeira (Mathews, 1934), conhecida pelos nomes comuns de freira-da-madeira, petrel-de-zino e grazina-da-madeira, é uma pequena ave marinha da família Procellariidae, endémica da ilha da Madeira.

## Taxonomia
Os petréis do gênero Pterodroma são aves marinhas de oceanos temperados e tropicais. Pouco conhecidos, sua aparência muitas vezes semelhante fez com que a taxonomia do grupo fosse bastante fluida. As formas que se reproduzem na Macaronésia na ilha da Madeira, na ilha do Bugio (uma das ilhas Desertas) e no arquipélago de Cabo Verde foram por muito tempo consideradas subespécies da grazina-delicada (P. mollis) do Hemisfério Sul, mas a análise do DNA mitocondrial e as diferenças de tamanho, vocalizações e comportamento reprodutivo mostraram que as aves do norte não estão intimamente relacionadas com P. mollis, e que o petrel-das-bermudas (P. cahow) pode ser o parente mais próximo das aves macaronésicas. O ornitólogo George Sangster recomendou estabelecer o petrel-de-zino na Madeira e a freira-do-bugio nas Desertas e Cabo Verde como espécies completas, e a divisão de espécies foi aceita pela Associação Europeia de Comités de Raridades em 2003.
Nunn e Zino estimaram que as duas espécies macaronésicas divergiram no final do Pleistoceno Inferior, há 850 mil anos. Uma análise dos piolhos das penas da freira-do-bugio, Pterodroma feae deserti, da ilha do Bugio, e dos petréis-de-zino do continente madeirense mostrou que existiam diferenças marcantes entre as duas aves marinhas em termos de parasitas que transportavam, sugerindo que estão isoladas há muito tempo, uma vez que os piolhos normalmente só podem ser transferidos através do contato físico no ninho. As espécies de piolho do petrel-de-zino são mais semelhantes às do petrel-das-bermudas, enquanto os piolhos da freira-do-bugio são como as espécies de Pterodroma do Caribe e do Pacífico. Isto sugere que, apesar da grande proximidade física das duas espécies de petréis encontradas no arquipélago madeirense, podem ter surgido de colonizações separadas da Madeira continental e, mais tarde, das ilhas Desertas. Embora o isolamento reprodutivo tenha permitido o desenvolvimento evolutivo separado das duas espécies, a evidência genética mostra que os três petréis macaronésios são os parentes mais próximos um do outro. 

## Descrição
P. madeira é uma pequena ave marinha de asas comparativamente muito longas em relação ao comprimento corporal, com as asas e o dorso de tonalidade escura, quase preta. O ventre é esbranquiçado. A cauda é de cor cinzenta, mas escura na face superior. Apresenta uma marca escura em forma de "W" nas asas, as quais são cinzento-escuro na sua face inferior, com excepção de um triângulo branco no bordo frontal perto do corpo. A região ventral é branca com flancos cinzentos.
A espécie é morfologicamente muito similar a Pterodroma feae, a freira-do-bugio, que apesar de ser ligeiramente maior tem coloração muito semelhante. Esta semelhança torna muito difícil distinguir estas duas espécies da Macaronésia quando avistadas no mar.
P. madeira foi considerada uma subespécie de P. mollis (sensu lato), mas estudos recentes demonstraram que as duas espécies não estão intimamente relacionadas, sendo P. madeira elevada ao status de espécie devido a diferenças de morfologia, chamamentos, comportamento reprodutivo e DNA mitocondrial.

## Distribuição ehabitat
A espécie é endêmica da ilha principal da Madeira, onde se reproduz em saliências inacessíveis e com boa vegetação nas montanhas centrais entre o Pico do Areeiro e o Pico Ruivo. As plantas salientes típicas são hemicriptófitas e Chamaephytes endêmicas, mas gramíneas também podem estar presentes. Nidifica em alturas acima de 1 650 metros. Antigamente, era mais disseminada, uma vez que restos subfósseis foram encontrados em uma caverna no leste da Madeira e na vizinha Ilha de Porto Santo. As bordas de reprodução devem ser inacessíveis para cabras introduzidas para que permaneçam ricas em flora endêmica. A vegetação garante que haja terra suficiente nas saliências para permitir que as aves cavem e façam seus ninhos, e o pisoteio de animais que pastam reduz a cobertura do solo.
Esta ave marinha só está presente nas águas madeirenses durante a época de reprodução. Sua distribuição no mar durante o resto do ano é pouco conhecida devido à raridade da espécie e à dificuldade de distingui-la de outras aves do gênero Pterodroma no mar. Aves identificadas como freira-da-madeira ou freira-do-bugio foram registradas em ambos os lados do Atlântico Norte, e na Irlanda e na Grã-Bretanha houve um grande aumento no número de relatos, talvez porque o aquecimento global traga um número crescente de espécies tropicais para as águas temperadas. O momento dos relatos, principalmente no final da primavera e verão no oeste do Atlântico Norte, e no final do verão e início do outono no leste, sugere que as aves seguem uma rota no sentido horário ao redor do Atlântico Norte após deixarem seus locais de reprodução. No entanto, as poucas aves que foram identificadas com certeza foram todas freiras-do-bugio. A freira-da-madeira pode ter uma estratégia semelhante, uma vez que resultados preliminares de estudos de geolocalização indicam ampla dispersão sobre a crista central do Atlântico Norte durante a época de reprodução, e migração para a costa brasileira no período de não reprodução. Aves Pterodroma foram registradas nas Ilhas Canárias e nos Açores em surpreendentemente poucas ocasiões; uma possível alegação da freira-da-madeira na África do Sul é agora considerada errônea.

## Comportamento

### Reprodução
A ave se reproduz dois meses antes da freira-do-bugio, em Bugio, a apenas 50 km de distância. Os pássaros retornam do mar para seus criadouros no final de março ou início de abril e o cortejo ocorre na principal área de reprodução durante o final da noite e as primeiras horas da manhã. O ninho é uma toca rasa ou um velho túnel de coelho com até 140 cm de comprimento em solo espesso em bordas com vegetação. O comprimento da toca está relacionado à idade do par que a utiliza, aves jovens fazem túneis mais curtos, que são estendidos nos anos subsequentes. O ovo branco oval é colocado de meados de maio a meados de junho em uma câmara no final da toca e incubado por 51 a 54 dias, cada pai alternando entre sentar no ninho e se alimentar no mar. Os jovens se reproduzem cerca de 85 dias depois, no final de setembro e outubro. Este petrel é estritamente noturno nos locais de reprodução para evitar a predação pelas gaivotas. Ele fica de 3 a 5 km da costa durante o dia, chegando a aterrissar na escuridão. Chama aproximadamente 30 minutos após o anoitecer até o amanhecer, inclusive nas noites de luar.
Esta espécie se acasala por toda a vida e os pares retornam à mesma toca ano após ano. O único ovo não é substituído se for perdido. Esta é uma espécie de vida longa: um pássaro retornou à sua toca por dez anos consecutivos, e a vida útil é estimada em cerca de 16 anos. A idade da primeira criação é desconhecida, mas presume-se que tenha quatro ou mais anos. Apesar da proximidade dos locais de reprodução, as freiras-da-madeira e do-bugio nunca foram encontradas nas áreas de nidificação um do outro, e a da-madeira não é conhecida por hibridar com nenhuma outra espécie.

### Alimentação
A ave, como seus parentes, se alimenta de pequenas lulas e peixes. O conteúdo estomacal vomitado de uma ave continha cefalópodes, o peixe bioluminiscente Electrona risso e pequenos crustáceos. Como outros pequenos petréis, a freira-da-madeira normalmente não segue navios.

### Predadores e parasitas
Sua abordagem noturna aos locais de reprodução significa que as freiras-da-madeira evitam as atenções de gaivotas ou aves de rapina diurnas, e a única coruja na ilha, a coruja de celeiro, é um caçador de roedores. Além dos morcegos, não existem mamíferos terrestres nativos na Madeira, embora existam várias espécies introduzidas, duas das quais atacam pássaros ou filhotes. Estes são ratos marrons e gatos domésticos selvagens. Mesmo os locais de ninhos das montanhas altas da freira-da-madeira não estão a salvo desses predadores adaptáveis, dez adultos tendo sido mortos por gatos em 1990. Os piolhos encontrados nas freiras-da-madeira incluem Trabeculus schillingi, espécies de Saemundssonia e uma espécie sem nome de Halipeurus.

## Conservação
Endémica da ilha da Madeira, esta ave está classificada pela União Internacional para Conservação da Natureza como Ameaçada e até ao início da década de 1970 era considerada extinta. Na actualidade, a sua população reprodutora é estimada em 80 casais, pelo que se encontra listada no Livro Vermelho dos Vertebrados de Portugal com o estatuto de «Em Perigo».
Durante o período de nidificação, ovos, juvenis e adultos ficam sujeitos à predação por gatos e ratos, e no passado foram capturados para alimento por pastores. O controlo de predadores e outras medidas, como a remoção de animais de pastoreio que espezinham as tocas, permitiu recuperar o efectivo da população para 65 – 80 casais reprodutores. Contudo, a espécie permanece em perigo de extinção e incluída na Lista Vermelha da IUCN, sendo a principal ameaça a esta espécies a predação dos juvenis e dos ovos por parte de ratos e gatos, e eventualmente também por humanos.
Os esforços de conservação sofreram um grande revés em Agosto de 2010, quando um fogo florestal de grandes dimensões voltou a colocar em perigo de extinção esta espécie, matando pelo menos três adultos e 65% dos juvenis.
A espécie é considerada a ave marinha mais ameaçada da Europa, com a sua área de reprodução restrita a algumas falésias nas montanhas do maciço central da ilha da Madeira. Esta restrição da área de nidificação resultou da degradação progressiva do habitat de nidificação, em especial devido à expansão da presença de ratos e gatos ferais, sendo este o principal factor que limita a população.